# EARTH
EARTH est un groupe féminin de J-pop actif en 2000 et 2001, composé de trois idoles japonaises ; ses disques sont les premiers sortis par le nouveau label Sonic Groove.

## Histoire
Le groupe est créé à l'issue d'une audition lancée en mars 1999, au terme de laquelle trois chanteuses sont sélectionnées. Son premier single Time After Time sort en février 2000 sur le tout nouveau label Sonic Groove de la compagnie Avex Group, et sert de générique à un drama télévisé.
Mais après six singles et un album sortis en deux ans avec un relatif succès, le groupe est mis en pause en 2002 par la compagnie, sans raison officielle, faisant peut-être double emploi avec d'autres groupes d'Avex similaires comme Dream. Après ce qui semblait pourtant être une tentative de re-lancement en 2004 à l'occasion d'un concert commun d'artistes d'Avex, Vision Festa, le groupe est définitivement dissous peu après en janvier 2005, et les trois chanteuses poursuivent depuis chacune de son côté divers projets musicaux en indépendantes.

## Membres
- MAYA : Maya Tomonaga (朝長真弥, Tomonaga Maya?, née le 4 avril 1986)
- YUKA : Yuka Tōgō (東郷祐佳, Tōgō Yuka?, née le 10 octobre 1986)
- SAYAKA : Sayaka Setoyama (瀬戸山清香, Setoyama Sayaka?, née le 3 avril 1987)

Après la séparation du groupe, Maya Tomonaga se lance en solo en indépendante ; Yuka Togo forme le groupe Real-Breath, d'abord duo puis quatuor, avec qui elle sort deux albums, Real-Breath en 2006 et Abroad en 2009 ; Sayaka Setoyama sort un single en solo en 2008, Last Piece, puis forme le groupe Blaze en 2009.

## Discographie
Singles
- Time After Time - 23 février 2000
- Time After Time: Hip Hop Soul Version - 7 juin 2000 (remix)
- Your Song - 8 novembre 2000 (générique de la série anime ZOIDS)
- Is This Love - 7 février 2001
- Make Up Your Mind - 8 août 2001
- Color of Seasons - 11 octobre 2001

Album
- Bright Tomorrow - 28 mars 2001

DVD
- EARTH First Clips - 13 mars 2002